# Tapeinostemon longiflorum
Tapeinostemon longiflorum är en gentianaväxtart som beskrevs av Bassett Maguire och Steyerm.. Tapeinostemon longiflorum ingår i släktet Tapeinostemon och familjen gentianaväxter. Utöver nominatformen finns också underarten T. l. australe.